# ألبرت روبرتسون
ألبرت روبرتسون هو محامي وسياسي كندي، ولد في 17 سبتمبر 1864 في ماركام في كندا، وتوفي في 3 يناير 1952 في كندا. حزبياً، نشط في الرابطة التقدمية المحافظة في ألبرتا ‏. وقد انتخب عضو الجمعية التشريعية ألبرتا.